# Slașoma
Slașoma – wieś w Rumunii, w okręgu Mehedinți, w gminie Pădina. W 2011 roku liczyła 496 mieszkańców.